# Kapuzinerinsel
Die Kapuzinerinsel ist eine kleine und bewaldete Insel im kärntnerischen Wörthersee. Sie gehört zur Gemeinde Maria Wörth und darin zur gleichnamigen Katastralgemeinde. Sie ist neben der Blumeninsel (früher auch als Schlangeninsel bekannt) die einzige Insel in dem stehenden Gewässer. Die  Kapuzinerinsel ist unbewohnt, wird jedoch gerne von Badegästen mit Mietbooten angesteuert, da sie für viele einen abgelegenen Ort darstellt. Weiters befinden sich auf beiden Seiten der Insel Sandbänke, weshalb man bei der Zufahrt mit einem Boot teils nicht zu nahe an das Ufer kommen sollte.